# Icod de los Vinos
Icod de los Vinos è un comune spagnolo di 21 748 abitanti situato nella comunità autonoma delle Canarie.

## Attrazioni

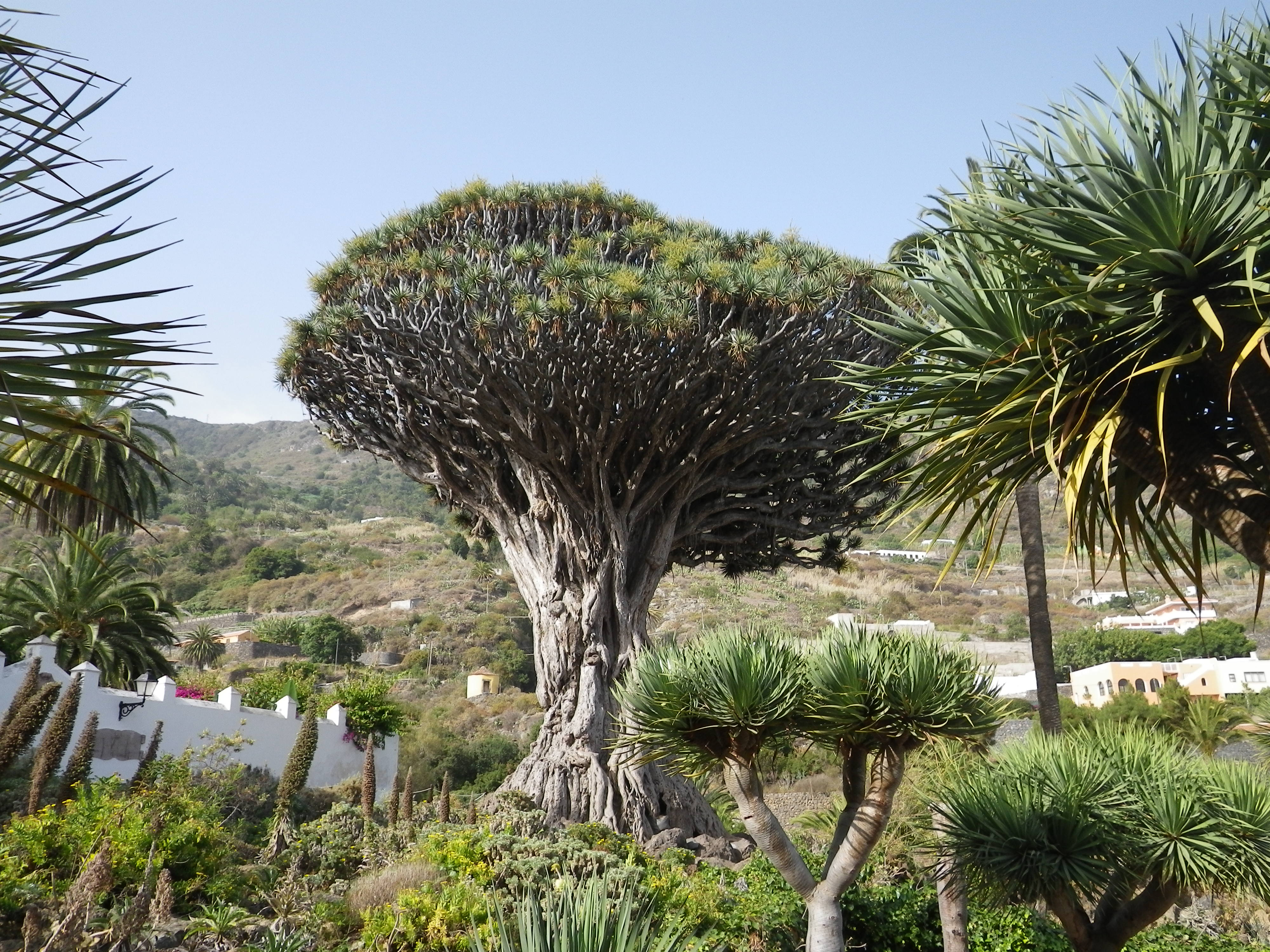
El Drago millenario, Dracaena draco, Icod de los vinos, Tenerife

- Drago milenario
- Cueva del Viento

## Infrastrutture
In questo comune si trova l'Hospital del Norte de Tenerife, un centro che copre i comuni del nord dell'isola di Tenerife.